# The Empty Shell
The Empty Shell è un cortometraggio muto del 1911 diretto da Thomas H. Ince. 
È la quinta pellicola diretta da Ince per la IMP (il suo primo film lo aveva girato l'anno precedente, dirigendo Mary Pickford in Little Nell's Tobacco).

## Produzione
Il film fu prodotto dall'Independent Moving Pictures Co. of America (IMP)

## Distribuzione
Il film - un cortometraggio di una bobina - uscì nelle sale statunitensi il 12 gennaio 1911, distribuito dalla Motion Picture Distributors and Sales Company.